# C/1937 N1 (Finsler)
C/1937 N1 (Finsler) – kometa długookresowa, obserwowana w 1937 roku.

## Odkrycie
Kometa została odkryta przez Paula Finslera 4 lipca 1937 roku w Zurychu.

## Orbita i właściwości fizyczne
Orbita komety C/1937 N1 (Finsler) ma kształt bardzo wydłużonej elipsy o mimośrodzie 0,99998. Jej peryhelium znajduje się w odległości 0,86 j.a., aphelium zaś 115031,6 j.a. od Słońca. Jej okres obiegu wokół Słońca wynosi zapewne kilkaset tysięcy lat, nachylenie do ekliptyki to wartość 146,4°.
Średnica jądra tej komety to zapewne kilka km.
Kometa przeszła przez peryhelium 15 sierpnia 1937 roku. Miała dużą, dobrze rozwiniętą komę i warkocz.